# Борисовский инструментальный завод
Борисовский инструментальный завод (бел. Барысаўскі інструментальны завод) — белорусская компания по производству промышленных и хозяйственных инструментов, располагавшаяся в городе Борисов Минской области. В 2015 году признана банкротом, в 2019 году ликвидирована как юридическое лицо.

## История
В 1963 году в Борисове был открыт филиал Минского инструментального завода. В 1969 году на базе этого филиала был создан самостоятельный Борисовский инструментальный завод. В 1969 году завод подчинялся Главному управлению по производству режущего, измерительного инструмента и приборов Министерства станкостроительной и инструментальной промышленности СССР, в 1976—1985 годах входил во Всесоюзное промышленное объединение «Союзинструмент» того же министерства, 30 декабря 1985 года вошёл в состав Белорусского инструментального производственного объединения (БИПО), находившегося в составе «Союзинструмента». В 1991 году завод перешёл в подчинение Госкомитета Республики Беларусь по промышленности и межотраслевым производствам (с 1994 года — Министерство промышленности Республики Беларусь). По состоянию на 1995 год завод производил токарные резцы с пластинами твёрдого сплава для обработки деталей из чугуна и стали, хозяйственный инструмент и прочие товары народного потребления. В 2005 году предприятие преобразовано в открытое акционерное общество. К 2010-м годам численность сотрудников предприятия сократилась до 35 человек. В 2015 году компания признана банкротом, в 2019 году ликвидирована как юридическое лицо.